# Platyla sardoa
Platyla sardoa is een slakkensoort uit de familie van de Aciculidae. De wetenschappelijke naam van de soort is voor het eerst geldig gepubliceerd in 2000 door Cianfanelli, Talenti, Bodon & Manganelli.